# IC 2631
IC 2631 (auch als Ced 112 bekannt) ist ein Reflexionsnebel im südlichen Sternbild Chamäleon. Der Nebel wurde von dem Astronomen DeLisle Stewart im Jahr 1900 während eines Aufenthalts in Peru entdeckt und später von Johan Ludvig Emil Dreyer in seinem Index-Katalog verzeichnet.
Der Reflexionsnebel IC 2631 ist 520 Lichtjahre von der Erde entfernt und der hellste Teil der Chamäleon-Wolke, einer Molekülwolke, die  Sternentstehungsphänomene erzeugt und Sterne geringer Masse beherbergt. Diese Wolke ist von großer Bedeutung bei der Untersuchung der Bildung von Planeten und Braunen Zwergen.
Der Stern, der verantwortlich ist für die Beleuchtung in Richtung des IC 2631, ist der junge Stern HD 97300. Er ist ein T-Tauri-Stern mit Infrarot-Emissionen, bis zu dem Punkt, wo er die Initialen Ced 112 IRS hat. Dieser Stern ist Teil der Gruppe Chamaeleon T1, einer Gruppe von T-Tauri-Sternen, und ist physisch in die Chamaeleon-Wolke gebunden, in der er gebildet wurde.
Diese Wolke, die den nördlichsten Abschnitt des Chamäleon-Wolke bildet, ist diejenige, die die größere Sternentstehungsaktivität zeigt, eingebettet in das gesamte System, zu der sie gehört.